# 小豆澤亮一
小豆澤 亮一（あずきざわ りょういち、1848年 - 1890年）は、明治時代日本の肖像画家。号は碧湖（へきこ）。

## 生涯
1848年（弘化5年/嘉永元年）、出雲国松江城下（現在の島根県松江市）に豪商・小豆澤浅右衛門の長男として生まれる。日本画を学んだ後に上京し、写真家・洋画家の横山松三郎に弟子入りした。横山は白黒写真に油絵具で着色してカラー化する「写真油絵」の考案者であったが、1884年（明治17年）に横山が死去した後は小豆澤がこの技法の継承者となる。
1885年（明治18年）7月1日、専売特許条例が施行された。小豆澤は7月9日に写真油絵の技法で特許を出願し、10月7日付で権利を取得する。この技法は通常の描画に比べて細密な作業が求められるため視力の低下に悩まされた。しかし、特許権（当時の法律では取得から15年）の満了を待たずして1890年（明治23年）に急逝し、技法の継承者もいなかったため写真油絵の技術は顧みられることもなく廃れてしまっている。
2015年（平成27年）10月、江戸東京博物館で「浮世絵から写真へ -視覚の文明開化-」と題する特別展が開催され、初代東京府知事・烏丸光徳の肖像画など小豆澤の写真油絵が広く紹介された。